# Durbuy
Durbuy (valonă Derbu) este un oraș francofon din regiunea Valonia din Belgia. Comuna Durbuy este formată din localitățile Durbuy, Barvaux-sur-Ourthe, Bende, Bomal, Borlon, Grandhan, Heyd, Izier, Septon, Tohogne, Villers-Sainte-Gertrude și Wéris. Suprafața sa totală este de 156,61 km². La 1 ianuarie 2008 comuna avea o populație totală de 10.780 locuitori. 
1. ↑  Crossroad Bank of Enterprises, accesat în 8 august 2023